# Dopet i Svenska kyrkan

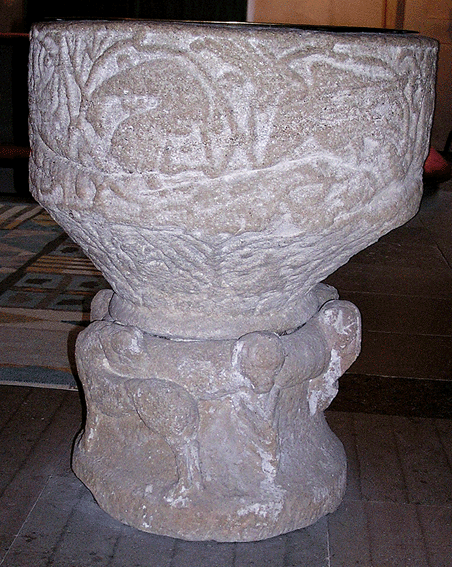
Dopfunt i Ytterselö kyrka.

Dopet är ett av Svenska kyrkans två sakrament. Det andra är nattvarden.
2021 döptes 35,2 procent av alla födda barn i Sverige enligt Svenska kyrkans ordning. Andelen spädbarnsdop har minskat med runt 37,6 procentenheter sedan år 2000.
Ett barn får döpas när dess vårdnadshavare begär att barnet ska döpas till kyrkans tro. Det innebär att om barnet har två vårdnadshavare måste de vara överens. En vuxen får döpas när han eller hon begär att bli döpt till kyrkans tro. Den som är tonåring eller vuxen får som förberedelse för sitt dop undervisning i Svenska kyrkans tro, bekännelse och lära. Genom dopet blir den som döps enligt kyrkans tro "renad från syndens skuld, född på nytt till ett liv i Kristus och förenad med Guds folk", kyrkan.
Den som är döpt får inte döpas igen. Svenska kyrkan erkänner varje dop som har skett i Faderns och Sonens och den Helige Andes namn genom begjutning med eller nedsänkning i vatten.
Det finns ingen åldersgräns för dop. I Sverige är det vanligast att man döps som spädbarn. En del föräldrar vill att barnet ska döpas så tidigt som möjligt och andra väntar tills barnet är några månader. Dopet av spädbarnet är ett uttryck för dopets gränslöshet - det är en gåva från Gud till barnet som ges utan krav. 
Man kan också döpas som förskolebarn, kanske efter att barntimmegruppen pratat om dop, som skolbarn, om man till exempel varit på läger och hört om dopet, som konfirmand, (i konfirmationen bekräftar man sitt dop) eller som vuxen, för att man själv kommit fram till att man vill bli döpt.
Dopet är medlemsgrundande för tillhörighet till Svenska kyrkan och ett krav för att vara valbar till förtroendeuppdrag, med undantag för de personer som innehaft förtroendeuppdrag innan kravet om dop infördes. Man kan dock vara medlem "i väntan på dop", utan konkreta planer på när detta skall genomföras. Det tillämpas ytterst sällsynt för fullvuxna men kan vara önskvärt för odöpta personer som av olika skäl ändå vill vara medlemmar i Svenska kyrkan, och inte var registrerade som medlem när dopet blev medlemsgrundande. Barn och ungdomar födda 1996 eller senare, som själv inte är döpta men har en eller två föräldrar som är medlemmar i Svenska kyrkan antecknas som medlem i väntan på dop. Om dessa vid sin 18-årsdag ej låtit döpas kommer de att avskrivas ur medlemsrullan.[källa behövs]

## Dopordningen i Svenska kyrkan idag
1. Psalm
2. Inledningsord om dopet
3. Tackbön
4. Evangeliet om Jesus och barnen (Utelämnas om den som skall döpas är vuxen.)
5. Befrielsebönen
6. Jesu ord om dopet och tron (Obligatorisk läsning)
7. Eventuell annan bibelläsning
8. (Doptal och psalm)
9. Dopbönen (Vatten hälls i dopfunten.)
10. Trosbekännelsen
11. Dophandlingen
12. Välkomnande och överlämnande av dopljus
13. Fadderförmaning
14. Förbön
15. Herrens bön
16. Välsignelsen
17. Psalm

Det händer att föräldrarna önskar solosång eller diktläsning under dopet. Detta sker då utanför själva dopordningen, före första psalmen eller efter sista psalmen.